# Moritz Balthasar Borkhausen
Moritz Balthasar Borkhausen, född 3 december 1760 i Giessen, död 30 november 1806 i Darmstadt, var en tysk naturforskare och skogsman. 
Borkhausen studerade juridik och kameralvetenskap vid universitetet i Giessen, men ägnade sig även en hel del åt naturvetenskap. År 1793 blev han assessor vid Landesökonomiedeputation zu Darmstadt. År 1796 blev han assessor vid Oberforstamt i Giessen, där han 1800 avancerade till kammarråd och 1804 till råd i Oberforstkollegium.
Auktorsnamnet Borkh. kan användas för Moritz Balthasar Borkhausen i samband med ett vetenskapligt namn inom botaniken; se Wikipediaartiklar som länkar till auktorsnamnet.